# Theodor Cron
Theodor Cron (* 1921 in Basel; † 1964 in Klosters) war ein Schweizer Architekt, der nach Lima auswanderte. Er ist in Europa wenig bekannt, während er in Peru eine der wichtigsten Figuren der modernen Architektur ist.

## Biografie
Cron begann im Oktober 1941 sein Studium der Architektur an der Eidgenössischen Technischen Hochschule (ETH) Zürich; seine Diplomprüfung legte er 1945 ab. Im Jahr 1948 reiste er nach Lima. In Peru erhielt er eine Reihe von Aufträgen, vor allem von Schweizer Industriellen, und baute Einfamilienhäuser, Wohnhäuser, Bürogebäude und eine Kirche. Sein Stil ist von der Schweizer Moderne und von präkolumbianischen Textilien beeinflusst. 1962 kehrte er in die Schweiz zurück, wo er in eine tiefe Depression fiel und sich 1964 in Klosters das Leben nahm.
Sein Nachlass präkolumbischer Textilien ist im Museum Rietberg in Zürich und im Museum der Kulturen in Basel archiviert.

## Bauwerke (Auswahl)
- 1948–1949: Wohnungen in der Calle Roma in Lima
- 1950–1951: Casa Hochköppler in Lima
- 1953: Casa Schär in Lima
- 1952–1956: Compañía de Seguros Peruano-Suiza in Lima
- 1955–1956: Cinema Roma in Lima
- 1957–1959: Banco Continental in Lima[3]

## Publikationen
- Markus Breitschmid, Enrico Molteni. Theodor Cron: Stanze Italiane / Italian Rooms, Quodlibet, Macerata, 2024
- Irene Arce, Johann Schweig et al. Th. Cron, Mirada Libre, Lima, 2023